# Шимшир
Шимшир (лат. Buxus sempervirens) је зимзелена врста из истоименог рода (Buxus). Име врсте у српском језику (као и у македонском и бугарском) потиче од турске/татарске речи şimşir.

## Распрострањеност
Шимшир је субмедитеранско-планински елемент, терцијарни реликт. Његов природни ареал састоји се из два дела:
- Западни, који обухвата Алжир, североисточну Шпанију, јужну и централну Француску, до Швајцарске Јуре и Елзаса на северу.
- Источни, који се протеже од Истре и Македоније, преко северне Грчке до Мале Азије.[1]

## Опис врсте
Шимшир расте као густо разгранат жбун или ниско дрво, висине до 8 м. Листови су јајасти или елиптични, дуги око 20 cm, с обе стране голи. Када се протрљају пријатно миришу. Мушки и женски цветови скупљени су заједно у клупчастим цвастима у пазуху листа. Цвета рано у пролеће. Плодови - чауре сазревају у јуну.
- Шимшир у природи
- Дрво
- Лист
- Цваст
- Плодови
- Распукла чаура са семеном
- Шимшир

## Услови станишта
Шимшир добро подноси сушу и ниске температуре. Подједнако добро расте на осунчаним положајима и у сенци. Отпоран је на градске услове. Има добру изданачку моћ и лако се вегетативно размножава. Изузетно добро подноси орезивање. Расте доста споро, али је зато веома дуговечан.

## Употреба
Дрво шимшира је одавно познато по тврдоћи и чврстоћи. Од њега се израђују чекићи масонских ложа. Стари народи су од дрвета шимшира правили чешљеве, бичеве и плочице. Употребљава се, између осталог, и за израду музичких инструмената (старогрчког аулоса, гајди, кавала, двојница).

## Значај у озелењавању
Шимшир спада у најчешће гајене украсне дрвенасте врсте. Његова употреба у озелењавању позната је још од античког доба. У вртовима старог Рима од њега су се орезивањем правили фантастични облици (топијарне форме) - праве "зелене скулптуре". И данас се често и радо гаји свуда и употребљава за сличне намене - живе ограде, бордуре (ниске живе ограде), топијарне форме, као појединачни жбун или у групама. Због ситних листова и компактне крошње изузетно је декоративан као бордура у геометријски обликованим цветњацима. Погодан је и за комбиновање са врстама различито обојених листова. Често се сади по гробљима. Добро успева у жардињерама.

## Варијетети и форме
Познати су неки варијетети и многе форме, међу којима се истичу:
- B.s. 'Argentea marginata' - листови са сребрнастобелим ободом.
- B.s. 'Aureo marginata' - листови са златножутим ободом
- B.s. 'Suffruticosa' - патуљаста, ситнолисна форма отпорнија на мраз од свих других форми. Нарасте највише 1 м. Изузетно погодна за ниске живе ограде.[1]

- Примери употребе шимшира у вртовима
- Контрастне комбинације боја
- Гајени жбун шимшира
- Шимшир у жардињери
- Топијарна форма
- Геометријске форме
- Цветњак
- Живе ограде и бордуре